# Critonia
Critonia là một chi thực vật có hoa trong họ Cúc (Asteraceae).

## Loài
Chi Critonia gồm các loài: